# Vinnie Jones
Vincent Peter "Vinnie" Jones (Watford, Hertfordshire, Anglia, 1965. január 5. –) angol színész és egykori labdarúgó.

## Élete
A Chancellors School-ban tanult. 1984-ben elindította labdarúgó karrierjét az 5. osztályban. 1988-ban megnyerte az 1987–1988-as angol FA-kupát a Wimbledon FC-vel, azután a Leeds United-ben játszott. Ismert volt brutális belépőiről, a mai napig nevéhez fűződik a leggyorsabb sárgalap az angol élvonalban: a kezdés után mindössze három(!) másodpercre volt szüksége arra, hogy megkapjon egy jól megérdemelt sárgalapot, még 1992-ben, a Sheffield United labdarúgójaként egy Chelsea elleni bajnokin.
Igazán ismert a Wimbledon FC játékosaként lett a nyolcvanas években, akkoriban csak "rossz fiúk" volt az együttes beceneve – részben Vinnie Jones jelenléte miatt is, aki a vásznon is többnyire "kemény legényeket" alakít. Védjegyévé vált a túlzott keménykedés, pályafutása során tizenkétszer állították ki, amivel szintén rekorder. Szintén jókora vihart kavart még 1988-ban egy fénykép, amin egy élesszemű fotós mérkőzés közben csípte el, amint éppen megragadta Paul Gascoigne heréit – így próbálván féken tartani az egykori világklasszist a pályán.
Visszavonulása után fordult a filmezés felé, bár a labdarúgástól sem szakadt el: a Hollywood FC vezetőedzője lett Los Angelesben – már ha össze tudta egyeztetni a forgatásokat az edzésekkel.
1998-ban Jones kiadta az önéletrajzát "Vinnie: The Autobiography" címmel. Ebben az évben debütált a filmvásznon Guy Ritchie filmjében, A Ravasz, az Agy és két füstölgő puskacsőben, december 6-án pedig vendégszerepelt a World Wrestling Federation-nél. 2002 májusában egy zenei videóban jelent meg, majd láthattuk egy Bacardi-reklámban is. Nemrég egy RAC reklámban szerepelt. 1998-ban állítólag megtámadta szomszédját, ezért felfüggesztettet kapott. 2005-ben a Society Hertfordshire Agricultural elnöke lett. Feleségével, Tanyával Los Angelesben is élt, ideje egy részét Angliában, West sussexi otthonában tölti. Jó barátja Jason Statham.
Felesége 2019 júliusában rákban elhunyt, az ő korábbi házasságából származó lányát és saját, korábbi barátnőjével közös fiát Jones neveli.

## Filmográfia

### Film
| Év   | Magyar cím                                | Eredeti cím                         | Szerep                | Magyar hang           |
| ---- | ----------------------------------------- | ----------------------------------- | --------------------- | --------------------- |
| 1998 | A Ravasz, az Agy és két füstölgő puskacső | Lock, Stock and Two Smoking Barrels | Nagy Chris            | Szabó Győző           |
| 1998 | A Ravasz, az Agy és két füstölgő puskacső | Lock, Stock and Two Smoking Barrels | Nagy Chris            | Varga Tamás           |
| 2000 | Tolvajtempó                               | Gone in 60 Seconds                  | Szfinx                |                       |
| 2000 | Blöff                                     | Snatch                              | Golyófogú Tony        | Thuróczy Szabolcs     |
| 2001 | Kardhal                                   | Swordfish                           | Marco                 | Hajdu Steve           |
| 2001 |                                           | Night at the Golden Eagle           | Rodan                 |                       |
| 2001 | Gépállat SC                               | Mean Machine                        | Danny Meehan          | Széles László         |
| 2001 | Gépállat SC                               | Mean Machine                        | Danny Meehan          | Bognár Tamás          |
| 2004 | A nagy zsozsó                             | The Big Bounce                      | Lou Harris            | Bognár Tamás          |
| 2004 |                                           | Tooth                               | The Extractor         |                       |
| 2004 | Eurotúra                                  | EuroTrip                            | 'Mad' Maynard         | Szinovál Gyula        |
| 2004 |                                           | Survive Style 5+                    | Killer                |                       |
| 2004 | A támadás                                 | Blast                               | Michael Kittredge     |                       |
| 2005 | Hurok                                     | Slipstream                          | Winston Briggs        | Haás Vander Péter     |
| 2005 | Terror a tenger alatt                     | Submerged                           | Henry                 | Kőszegi Ákos          |
| 2005 | Amerikai álom                             | Hollywood Flies                     | Sean                  |                       |
| 2006 | Élni vagy halni                           | The Number One Girl                 | Dragos Molnar         | Bognár Tamás          |
| 2006 | Meghalsz Johnny!                          | Johnny Was                          | Johnny Doyle          | Csernák János         |
| 2006 | Micsoda srác ez a lány!                   | She's the Man                       | Dinklage edző         | Barbinek Péter        |
| 2006 | Focinászút                                | The Other Half                      | edző                  |                       |
| 2006 |                                           | Played                              | Brice nyomozó         |                       |
| 2006 | X-Men: Az ellenállás vége                 | X-Men: The Last Stand               | Cain Marko / Buldózer | Bognár Tamás          |
| 2006 | Garfield 2.                               | Garfield: A Tail of Two Kitties     | Rommel (hangja)       | Bolla Róbert          |
| 2007 | A halálraítélt                            | The Condemned                       | Ewan McStarley        | Jakab Csaba           |
| 2007 | A bowling-bajnok                          | 7–10 Split                          | Roddy Nightengale     |                       |
| 2007 |                                           | The Riddle                          | Mike Sullivan         |                       |
| 2007 |                                           | Strength and Honour                 | 'Smasher' O'Driscoll  |                       |
| 2007 | Fog és köröm                              | Tooth and Nail                      | Mongrel               | Papucsek Vilmos       |
| 2008 | Hell Ride – Pokoljárás                    | Hell Ride                           | Szárnyas Billy        | Faragó András         |
| 2008 |                                           | Loaded                              | Mr. Black             |                       |
| 2008 | Éjféli etetés                             | The Midnight Meat Train             | Mahogany              | Barbinek Péter        |
| 2009 | (Cím nélkül)                              | (Untitled)                          | Ray Barko             | Schneider Zoltán      |
| 2009 | A kezdet kezdete                          | Year One                            | Sargon                | Szabó Győző           |
| 2009 |                                           | Legend of the Bog                   | Mr. Hunter            |                       |
| 2009 | A Nehézfiú                                | The Heavy                           | Edgar Dunn            | Kőszegi Ákos          |
| 2009 |                                           | The Ballad of G.I. Joe              | Destro                |                       |
| 2009 |                                           | The Bleeding                        | Cain                  |                       |
| 2010 | Füstölgő ászok 2. – Bérgyilkosok bálja    | Smokin' Aces 2: Assassins' Ball     | Finbar McTeague       | Faragó András         |
| 2010 | Harcosok börtöne                          | Locked Down                         | Anton Vargas          |                       |
| 2010 |                                           | Inversion                           | Doug                  |                       |
| 2011 | Nem írnek való vidék                      | Kill the Irishman                   | Keith Ritson          | Jakab Csaba           |
| 2011 | Sárkányok kora                            | Age of the Dragons                  | Stubbs                | Maday Gábor           |
| 2011 | Ne csókold meg a menyasszonyt!            | You May Not Kiss the Bride          | Brick                 | Varga Rókus           |
| 2011 |                                           | The Liquidator                      | Killer                |                       |
| 2011 | Vérbosszú                                 | Blood Out                           | Zed                   | Koncz István          |
| 2011 | A Kereszt – Ha eljön a vég                | Cross                               | Gunnar                | Borbiczki Ferenc      |
| 2011 |                                           | Not Another Not Another Movie       | Nancy Longbottom      |                       |
| 2012 | Madagaszkár 3.                            | Madagascar 3: Europe's Most Wanted  | Freddie (hangja)      |                       |
| 2012 |                                           | Hijacked                            | Joe Ballard           |                       |
| 2012 | Szabadúszók                               | Freelancers                         | Sully                 | Incze József          |
| 2012 | Magic Boys                                | –                                   | Jack Varga            |                       |
| 2012 | Tüzes bosszú                              | Fire with Fire                      | Boyd                  | Bognár Tamás          |
| 2013 | Hősök szakasza                            | Company of Heroes                   | Brent Willoughby      | Tarján Péter          |
| 2013 |                                           | Fractured                           | Quincy                |                       |
| 2013 |                                           | Armed Response / In Security        | Tillinghast           |                       |
| 2013 | Szupercella                               | Escape Plan                         | Drake                 | Sarádi Zsolt          |
| 2013 | Szöktetés a pokolból                      | Extraction                          | Ivan Rudovsky         |                       |
| 2013 | A bűn szorításában                        | Ambushed                            | Vincent Camastra      |                       |
| 2013 | Kétszemélyes hadsereg                     | Blood of Redemption                 | Campbell              | Gubányi György István |
| 2014 |                                           | Redirected                          | Golden Pole           |                       |
| 2014 | Véres igazság                             | A Certain Justice                   | Bennett               | Gubányi György István |
| 2014 |                                           | Way of the Wicked                   | John Eliott           |                       |
| 2014 | Vörös bosszú                              | Beyond Justice                      | Vincent De La Cruz    | Bognár Tamás          |
| 2014 |                                           | Reaper                              | Rob                   |                       |
| 2014 | Gyilkos tét                               | Gutshot Straight                    | Carl                  |                       |
| 2014 |                                           | Vychislitel                         | Yust Van Borg         |                       |
| 2015 | Toxin                                     | Toxin                               | Renner                | Bognár Tamás          |
| 2015 |                                           | Left to Die / A Perfect Vacation    | őrmester              |                       |
| 2015 | Az Igazság mecénása – A feloldozás        | Absolution                          | A főnök               | Bognár Tamás          |
| 2015 |                                           | Rivers 9                            | Ray Kaplan            |                       |
| 2015 |                                           | Checkmate                           | Lu                    |                       |
| 2015 |                                           | 6 Ways to Die                       | John Doe              |                       |
| 2015 |                                           | Gridlocked                          | Ryker                 |                       |
| 2015 |                                           | Bite                                | John 'Big John'       |                       |
| 2016 |                                           | Kill Kane                           | Ray Brookes           |                       |
| 2016 |                                           | Decommissioned                      | Michael Price         |                       |
| 2016 |                                           | The Midnight Man                    | Pearl                 |                       |
| 2017 | A Kereszt háborúja                        | Cross Wars                          | Gunnar                | Borbiczki Ferenc      |
| 2019 |                                           | The Gandhi Murder                   | Sir Norman Smith      |                       |
| 2019 |                                           | Madness in the Method               | Vinnie                |                       |
| 2019 |                                           | Cross: Rise of the Villains         | Gunnar                |                       |
| 2020 |                                           | Ron Hopper's Misfortune             | Ron Hopper            |                       |
| 2020 | Bosszú kommandó 2.                        | I Am Vengeance: Retaliation         | Sean Teague           |                       |
| 2020 |                                           | The Big Ugly                        | Neelyn                |                       |
| 2021 |                                           | Rise of the Footsoldier Origins     | Bernard O'Mahoney     |                       |
| 2021 |                                           | The Bezonians                       | Willard Greb          |                       |
| 2022 | Tolvajhajsza                              | Bullet Proof                        | Temple                |                       |

### Televízió
| Év        | Magyar cím               | Eredeti cím                  | Szerep                  | Megjegyzések                         |
| --------- | ------------------------ | ---------------------------- | ----------------------- | ------------------------------------ |
| 1993      |                          | Sean's Show                  | önmaga                  | 1 epizód                             |
| 2003      | Csúcsmodellek            | Top Gear                     | önmaga                  | 1 epizód                             |
| 2005      | Futottak még…            | Extras                       | önmaga                  | 1 epizód magyar hangja Tarján Péter  |
| 2010      | Chuck                    | Chuck                        | Karl Stromberg          | 1 epizód                             |
| 2011      | A Köpeny                 | The Cape                     | Dominic Raoul / Scales  | 6 epizód                             |
| 2013      | Sherlock és Watson       | Elementary                   | Sebastian Moran ezredes | 2 epizód                             |
| 2014      | Psych – Dilis detektívek | Psych                        | Ronnie Ives             | 1 epizód                             |
| 2014      | Muskétások               | The Musketeers               | Martin Labarge          | 1 epizód                             |
| 2014      |                          | Mind Games                   | Isaac Vincent           | 2 epizód                             |
| 2015–2016 | Galavant                 | Galavant                     | Gareth                  | 18 epizód                            |
| 2015–2018 | A zöld íjász             | Arrow                        | Danny 'Brick' Brickwell | 9 epizód                             |
| 2016      | MacGyver                 | MacGyver                     | John Kendrick           | 1 epizód                             |
| 2018      |                          | Deception                    | Gunter Gastafsen        | 13 epizód                            |
| 2019      | NCIS: Los Angeles        | NCIS Los Angeles             | Rick Dorsey             | 1 epizód                             |
| 2020      |                          | Harry's Heroes               | önmaga                  | 1 epizód                             |
| 2021      |                          | Law & Order: Organized Crime | Albi Briscu             | 8 epizód                             |
| 2023      |                          | Tracked                      | önmaga / házigazda      | 8 epizód                             |
| 2024      | Úriemberek               | The Gentlemen                | Geoff Seacombe          | 8 epizód magyar hangja Kardos Róbert |

## Magyarul megjelent művei
- Megindító meccs volt. Az én sztorim; ford. Bodnár Zalán, Csepelyi Adrienn; Candover Kft., Bp., 2014

## További információ
- Hivatalos oldal
- Vinnie Jones a PORT.hu-n (magyarul)
- Vinnie Jones az Internetes Szinkronadatbázisban (magyarul)
- Vinnie Jones az Internet Movie Database-ben (angolul)
- Vinnie Jones a Rotten Tomatoeson (angolul)